# Xanthia melonina
Xanthia melonina är en fjärilsart som beskrevs av Butler 1889. Xanthia melonina ingår i släktet Xanthia och familjen nattflyn. Inga underarter finns listade i Catalogue of Life.